# Abu 'Ubayd al-Juzjani
Abū 'Ubayd al-Jūzjānī, latinizado como Arsanus por Johann Heinrich Zedler o Sorsanus (c. 980-1070), (árabe: ابو عبيد جوزجانی) fue un médico y cronista persa originario de Guzgán.
Fue el famoso alumno de Avicena, a quien conoció en Gorgán. Pasó muchos años con su maestro en Isfahán, convirtiéndose en su compañero y colaborador de por vida. Realizó aportaciones en geometría, aritmética, astronomía y música al al‐Najāt y al Danishnama, obras importantes de Avicena.
Después de la muerte de Avicena, al-Juzjani completó la Autobiografía de éste con una sección final, siendo hasta la fecha la fuente más importante sobre la vida de Avicena. En Italia se realizó una traducción al latín de esta obra con el título Vita (ipsius) Avicennae ex Sorsano Arabe ejus discipulo y fue incluida en las ediciones latinas de El canon de medicina desde la versión de Benedetto Rinio (1556).
Como editor y recopilador de El libro de la curación al-Juzjani escribió el prólogo, en el que proporciona más información biográfica sobre Avicena.
El historiador Ibn Abi Usaibia refiere que Avicena y al-Juzjani vivían juntos en la residencia de Sheikh al-Ra'is (uno de los títulos dados a Avicena) y solían pasar cada noche estudiando el Canon y El libro de la curación.

## En la literatura
Al-Juzjani aparece como personaje en la novela El médico de Noah Gordon. Gilbert Sinoué  se inspiró en su trabajo para escribir Avicena o La ruta a Isfahán.